# Highwayman 2
| Оценки критиков | Оценки критиков |
| Источник        | Оценка          |
| --------------- | --------------- |
| Allmusic        | [ 1 ]           |

Highwayman 2 — второй студийный альбом американской кантри-супер-группы The Highwaymen. Он был выпущен 27 февраля 1990 года на лейбле Columbia Nashville и достиг 4-го места в американском чарте Billboard Top Country Albums. Джонни Кэш покинул Columbia несколькими годами ранее, поэтому этот альбом стал «возвращением домой» и, в конечном счёте, его последней работой для Columbia, поскольку следующий альбом Highwaymen будет издан на другом лейбле.

## История
The Highwaymen это супер-группа в составе четырёх популярных кантри-музыкантов: Джонни Кэша, Вэйлона Дженнингса, Вилли Нельсона и Криса Кристофферсона. Первые их альбом вышел в 1985 году, а заключительный третий в 1990 году. Чипс Моман снова взял на себя продюсерские обязанности для второго альбома Highwaymen. Моман, который пользовался огромным успехом, записывая Нельсона на протяжении восьмидесятых, придал альбому современное для того времени звучание, хотя оно, возможно, не очень хорошо выдержано; AllMusic утверждает, что альбом «страдает от общего однородного и устаревшего студийного звука 1980-х годов». Биограф Кристофферсона Стивен Миллер отмечает: «Моман продюсировал альбом в такой манере — с ярко выраженными барабанами, электрогитарами и органами, — чтобы привнести рок-ценности в песни, которые при другом подходе могли бы быть чистым кантри».
Highwayman 2 провёл 40 недель в кантри-чарте, заняв 4-е место.

## Отзывы
Альбом получил умеренные отзывы музыкальной критики и интернет-изданий.
Мэтт Финк из AllMusic отметил, что «Второй альбом Highwaymen, представляющий собой версию Traveling Wilburys в кантри-музыке, длится чуть менее 33 минут и охватывает мало новых территорий для группы легенд кантри. К сожалению, из десяти треков только шесть были написаны кем-либо из участников группы. Даже те песни, которые вошли в альбом, немного легковесны для этой группы тяжеловесов кантри, и альбом страдает от общего однородного и устаревшего студийного звучания 1980-х годов. Открывающая альбом композиция „Silver Stallion“ стала единственным незначительным хитом, хотя Кэш, Нельсон и Кристофферсон внесли солидный вклад в альбом. В целом Highwayman 2 представляет собой достойный набор довольно скучных песен, но только самые преданные фанаты сочтут этот альбом необходимым».

## Список композиций
| №   | Название                             | Автор(ы)                      | Длительность |
| --- | ------------------------------------ | ----------------------------- | ------------ |
| 1.  | «Silver Stallion»                    | Lee Clayton                   | 3:12         |
| 2.  | «Born and Raised in Black and White» | Don Cook, John Barlow Jarvis  | 4:01         |
| 3.  | «Two Stories Wide»                   | Willie Nelson                 | 2:35         |
| 4.  | «We're All in Your Corner»           | Bobby Emmons, Troy Seals      | 3:04         |
| 5.  | «American Remains»                   | Rivers Rutherford             | 4:07         |
| 6.  | «Anthem '84»                         | Kris Kristofferson            | 2:43         |
| 7.  | «Angels Love Bad Men»                | Waylon Jennings, Roger Murrah | 3:33         |
| 8.  | «Songs That Make a Difference»       | Johnny Cash                   | 2:55         |
| 9.  | «Living Legend»                      | Kristofferson                 | 3:59         |
| 10. | «Texas»                              | Nelson                        | 2:39         |

## Чарты
| Чарт (1990—1991)                   | Высшая позиция |
| ---------------------------------- | -------------- |
| Австралия (ARIA)                   | 9              |
| США (Billboard 200)                | 79             |
| США (Billboard Top Country Albums) | 4              |

## Сертификации
| Регион                                                      | Сертификация | Продажи |
| ----------------------------------------------------------- | ------------ | ------- |
| Австралия (ARIA)                                            | Платиновый   | 70 000^ |
| ^ Данные о тиражах приведены только на основе сертификации. |              |         |